# Bezzrcadlovka

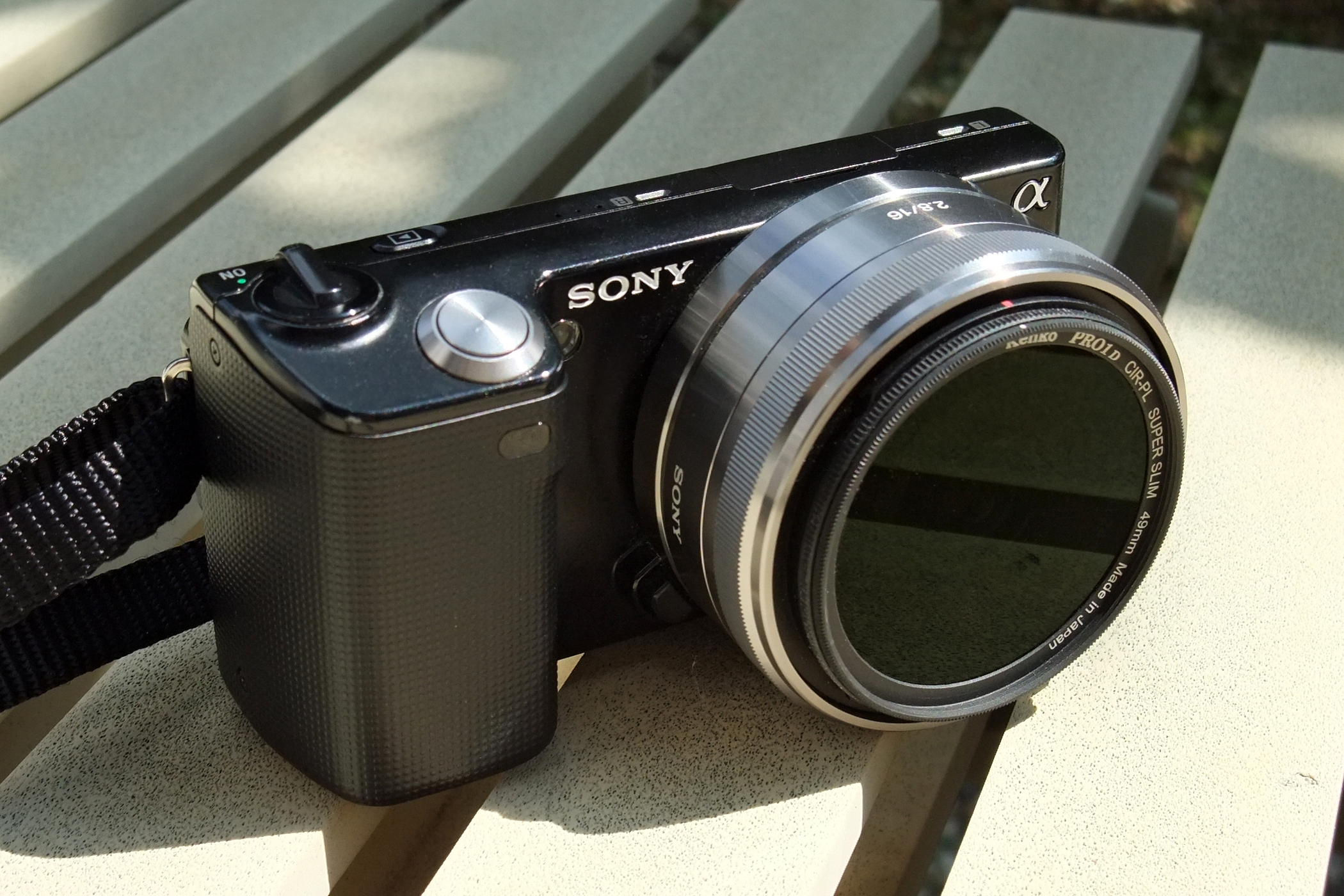
Bezzrcadlovka Sony NEX-5 s objektivem SEL-16mm f/2.8

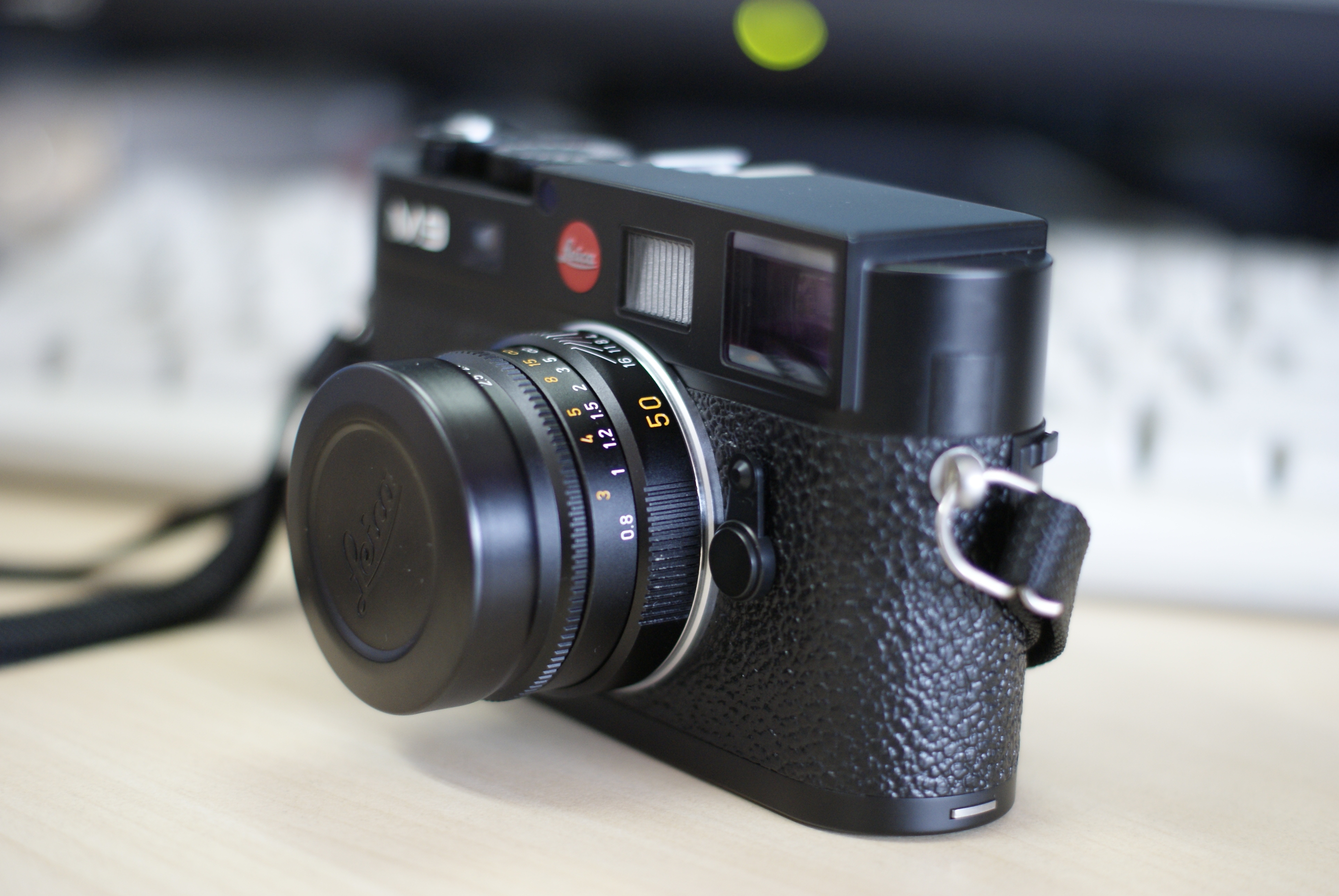
Bezzrcadlovka s velkým senzorem v malém těle (full-frame Leica M9)

Bezzrcadlový fotoaparát či bezzrcadlovka (někdy označovaný jako bezzrcadlový fotoaparát s výměnnými objektivy, anglicky MILC) nebo digitální jednooká bezzrcadlovka (anglicky DSLM) je digitální fotoaparát, který na rozdíl od klasické zrcadlovky (anglicky DSLR) nepoužívá zrcadlo, aby zajistil, že obraz prezentovaný fotografovi přes hledáček je totožný s tím, který pořídí fotoaparát. Tyto fotoaparáty nahradily DSLR, které historicky dominovaly fotoaparátům s výměnnými objektivy. Zobrazují obraz zachycovaný hlavním snímačem na displeji nebo v elektronickém hledáčku, stejně jako kompaktní digitální fotoaparáty. Tato kategorie přístrojů vznikla kolem roku 2005 s cílem poskytnout obrazovou kvalitu blízkou zrcadlovkám při výrazně menších rozměrech. Někdy se používá i termín fotoaparát s elektronickým hledáčkem a s výměnným objektivem (EVIL) a kompaktní systémový fotoaparát (CSC).
U fotoaparátů se zrcadly je světlo z objektivu nasměrováno buď na obrazový senzor, nebo do hledáčku. To se děje pomocí mechanického pohyblivého zrcadla, které se nachází za objektivem. Naopak u bezzrcadlového fotoaparátu objektiv vždy směřuje světlo na obrazový senzor a to, co fotoaparát vidí, se zobrazuje na obrazovce pro fotografa. Některé bezzrcadlové fotoaparáty také simulují tradiční hledáček pomocí malé obrazovky, známé jako elektronický hledáček (EVF).
DSLR fotoaparáty mohou fungovat jako bezzrcadlové, pokud mají režim "live view", ve kterém se zrcadlo posune stranou, takže objektiv může vždy směřovat na obrazový senzor.
Mnoho bezzrcadlových fotoaparátů si zachovává mechanickou závěrku. Stejně jako DSLR, bezzrcadlový fotoaparát přijímá výměnné objektivy. Bezzrcadlové fotoaparáty mají nutně kratší výdrž baterie, protože musí neustále napájet obrazovku a senzor.
Typickými představiteli bezzrcadlovek jsou například řady Sony Alpha, Canon EOS R, Nikon Z, Fujifilm X, OM Systems OM, Panasonic Lumix S nebo Leica M.

## Historie

### Roky 2000–2010
První digitální fotoaparát bez zrcadla, který byl komerčně uveden na trh, byl Epson R-D1 (vydaný v roce 2004), následovaný přístrojem Leica M8 v roce 2006. Byly to některé z prvních digitálních fotoaparátů s výměnnými objektivy bez reflexního zrcadla, ale nejsou považovány za bezzrcadlové fotoaparáty, protože nepoužívaly elektronický hledáček pro živý náhled, ale spíše optický hledáček. Kompaktní fotoaparáty s velkými senzory, technicky podobné současným bezzrcadlovým fotoaparátům, byly také uvedeny na trh v tomto období. Fotoaparáty jako Sony Cyber-shot DSC-R1 a Sigma DP1 prokázaly, že živý náhled je možný a užitečný s APS-C senzory.
Ricoh GXR (listopad 2009) měl radikálně odlišný design. Tento bezzrcadlový fotoaparát byl vybaven výměnnými jednotkami objektivu – uzavřenou jednotkou objektivu a senzoru, místo toho, aby byl vyměnitelný pouze objektiv. Tento design se lišil od ostatních bezzrcadlových fotoaparátů a obdržel smíšené recenze, především kvůli vyšším nákladům.
Pojem bezzrcadlovka se objevil až u přístrojů systému Mikro 4/3, jehož prvním představitelem byl Panasonic Lumix DMC-G1 (2008). Pro systém mikro 4/3 se postupně objevila na trhu řada fotoaparátů i objektivů, především z produkce firem Panasonic a Olympus. Patří sem i první přístroj kompaktních rozměrů, Olympus PEN E-P1 (2009).

### Roky 2010–2020
Samsung NX10 (oznámen v lednu 2010) byl prvním fotoaparátem v této třídě, který nepoužíval systém Micro Four Thirds, místo toho využíval nový, proprietární bajonet objektivu (Samsung NX-mount). Fotoaparáty Sony Alpha NEX-3 a NEX-5 (oznámeny 14. května 2010 a vydány v červenci 2010) představily vstup společnosti Sony na trh s novým, proprietárním bajonetem objektivu (Sony E-mount), přičemž fotoaparát obsahoval adaptéry LA-EA1 a LA-EA2 pro starší bajonet Minolta A-mount.
V červnu 2011 Pentax oznámil bezzrcadlový fotoaparát s výměnnými objektivy 'Q' a systém objektivů 'Q-mount'. Původní řada Q byla vybavena menším 1/2,3 palcovým 12,4megapixelovým CMOS senzorem. Q7, představený v roce 2013, měl o něco větší 1/1,7 palcový CMOS senzor se stejným počtem megapixelů.
V září 2011 Nikon oznámil svůj systém Nikon 1, který se skládá z fotoaparátů a objektivů Nikon 1 J1 a Nikon 1 V1. V1 je vybaven elektronickým hledáčkem. Tato řada zahrnuje vysokorychlostní bezzrcadlové fotoaparáty, které podle Nikonu měly nejrychlejší automatické zaostřování a nejrychlejší kontinuální snímkování (60 snímků za sekundu) ze všech fotoaparátů s výměnnými objektivy, včetně DSLR.
Fujifilm X-Pro1, oznámený v lednu 2012, byl prvním bezzrcadlovým fotoaparátem bez dálkoměru s vestavěným optickým hledáčkem. Jeho hybridní hledáček překrýval elektronické informace, včetně posouvajících se rámů, aby kompenzoval paralaxový efekt. Jeho nástupce z roku 2016, X-Pro2, měl aktualizovanou verzi tohoto hledáčku.
Kromě zájmu spotřebitelů vyvolaly bezzrcadlové systémy objektivů značný zájem mezi výrobci fotoaparátů jako možnou alternativu k výrobě špičkových fotoaparátů. Bezzrcadlové fotoaparáty mají méně pohyblivých částí než DSLR a jsou více elektronické, což je výhodou pro výrobce elektroniky (například Panasonic a Samsung), zatímco snižují výhodu, kterou mají specializovaní výrobci fotoaparátů v přesné mechanické konstrukci. Základní plnoformátový bezzrcadlový fotoaparát Sony α7 II má 24megapixelový stabilizovaný senzor s pěti osami, ale je kompaktnější a levnější než jakýkoli plnoformátový DSLR fotoaparát.
Canon byl posledním z hlavních výrobců DSLR, který oznámil svůj vlastní bezzrcadlový fotoaparát, a to oznámením Canon EOS M v roce 2012 s APS-C senzorem.
Z dlouhodobého hlediska Olympus rozhodl, že bezzrcadlové fotoaparáty mohou v některých kategoriích zcela nahradit DSLR; produktový manažer pro DSLR v Olympus America spekuloval, že do roku 2012 mohou být DSLR od Olympusu (systém Olympus E) bezzrcadlové, přesto stále používající systém Four Thirds (nikoli Micro Four Thirds).
Koncem roku 2016 Olympus oznámil fotoaparát OM-D E-M1 Mark II, nástupce dřívějšího a úspěšného modelu Mark I. Model Mark II si zachovává obrazový senzor Micro Four Thirds o rozměrech 17,3×13 mm a disponuje senzorem s rozlišením 20,4 megapixelů, což představuje novou generaci bezzrcadlových fotoaparátů, které jsou konkurenceschopné a v mnoha ohledech převyšují DSLR fotoaparáty.
Začátkem roku 2017 Sony oznámilo bezzrcadlový fotoaparát Alpha A9, nabízející 693 bodů automatického zaostřování a sekvenční snímání rychlostí 20 snímků za sekundu. V říjnu Sony oznámilo model Alpha A7R Mark III, nabízející snímání rychlostí 10 snímků za sekundu při rozlišení 42 megapixelů.
Začátkem roku 2018 Sony oznámilo bezzrcadlový fotoaparát Alpha A7 Mark III, přinášející 693 bodů automatického zaostřování z modelu A9 za mnohem nižší cenu. V srpnu Nikon oznámil své nové plnoformátové bezzrcadlové fotoaparáty Z 6 a Z 7, oba využívající nový bajonet objektivu. Canon oznámil svůj první plnoformátový bezzrcadlový model EOS R a svůj vlastní nový bajonet objektivu v následujícím měsíci.
Na NAB Show v dubnu 2018 společnost Blackmagic Design oznámila a předvedla Pocket Cinema Camera 4K za cenu 1 295 USD.
Začátkem roku 2019 Canon oznámil svůj druhý plnoformátový bezzrcadlový fotoaparát po modelu EOS R uvedeném v roce 2018. Tento fotoaparát je model EOS RP, který byl navržen jako základní model pro bezzrcadlový fotoaparát.
V červenci 2019 Sony oznámilo model Alpha A7R Mark IV s průlomovým plnoformátovým senzorem s rozlišením 61 megapixelů, což z něj činí fotoaparát s nejvyšším rozlišením plnoformátového senzoru té doby. Další vylepšení zahrnovala 15 stupňů dynamického rozsahu a automatické zaostřování s 576 body fázové detekce pro výjimečné detaily a přesnost. V říjnu 2019 se Lumix DC-S1H od Panasonicu stal prvním hybridním plnoformátovým bezzrcadlovým fotoaparátem, certifikovaným společností Netflix pro použití v jejích originálních produkcích. To se stalo obrovským milníkem v průmyslu fotoaparátů, protože ukázalo, že je možné mít fotoaparát tak kompaktní a relativně cenově dostupný (v porovnání s tradičními filmovými kamerami), který může splňovat vysoké standardy profesionálního fotoaparátu pro filmovou tvorbu.

### Rok 2020 a později
V červenci 2020 Canon oznámil modely EOS R5 a R6 jako způsob, jak přidat více bezzrcadlových fotoaparátů do své nabídky. Fotoaparát EOS R5 byl tak významný, protože byl prvním fotoaparátem schopným nahrávat 8K RAW video při až 30 snímcích za sekundu, čímž se stal lídrem v oblasti hybridní foto-video techniky. Fotoaparát EOS R6 byl považován za cenově dostupnějšího sourozence, nabízející 20 megapixelové snímky, 4K video při 60 snímcích za sekundu a 8 stupňů stabilizace obrazu, což oslovilo jak nadšence, tak profesionály.
Také v červenci 2020 Sony oznámilo model Alpha A7S Mark III, což byl dlouho očekávaný fotoaparát zaměřený na profesionály, zejména videografy, protože si udržel zaměření na výkon při slabém osvětlení a video funkce.
Po celý rok 2020 došlo k významným vylepšením při dosahování schopnosti fotografovat za slabého osvětlení a nahrávat v 8K RAW, rok 2020 byl jedním z nejvýznamnějších let, protože přinesl nové věci jak do fotografie, tak do videografie.
Dne 26. ledna 2021 Sony oznámilo model Alpha A1, který nastavil novou laťku, protože konkuroval modelu Canon EOS R5 a nyní dokázal nahrávat video v 8K při 30 snímcích za vteřinu, 4K video při 120 snímcích za vteřinu a představil OLED EVF s rozlišením 9,44 milionu bodů a obnovovací frekvencí 240 Hz. Model Alpha A1 byl zaměřen na sjednocení fotografie a videografie na profesionální úrovni.
O den později Fujifilm vydává model GFX 100s, který měl menší a lehčí tělo se 102 megapixelovým středně formátovým senzorem. Tento fotoaparát je připodobňován k původnímu modelu GFX 100 s 6 stupni stabilizace obrazu (IBIS) a nahráváním 4K videa při 30 fps.
Nikon, ke konci roku v říjnu, vydal model Z9, svůj vlajkový plnoformátový bezzrcadlový fotoaparát. Tento model nabízel nejlepší výkon automatického zaostřování od Nikonu s 3D sledováním, 8K videem, RAW snímáním při 60 snímcích za sekundu a nabízel špičkovou rychlost a spolehlivost díky svému vrstvenému CMOS senzoru.
Některá rozšíření bezzrcadlových fotoaparátů spočívala v tom, že hybridní fotoaparáty získaly dominanci, protože fotoaparáty jako Canon EOS R5 C a Fujifilm X-H2S jsou zaměřeny na profesionály, kteří vyžadují vysoké rozlišení fotografií spolu s nahráváním 8K videa a vnitřními schopnostmi ProRes. Dalšími vylepšeními bylo, jak se formát APS-C stal zdrojem inovací. Fotoaparáty jako Canon EOS R7 nebo R10, spolu s Fujifilm X-H2 a X-H2S, zdůraznily, jak mohou APS-C fotoaparáty nabízet profesionální specifikace, jako jsou vysoké rychlosti sériového snímání a pokročilé automatické zaostřování, přičemž zůstávají kompaktní a cenově dostupnější než plnoformátové systémy. Tyto systémy se více zaměřovaly na tvůrce obsahu, jako je vlogování a YouTube.
Mezi nejvýznamnější vydání roku patřily Canon EOS R7 (červen 2022) a Sony FX30 (září 2022), oba nabídly 4K video s až 60 snímky za vteřinu, ale FX30 šla dále na 120 snímků za vteřinu. Model R7 obsahoval jeden z nejvýkonnějších APS-C senzorů roku s 32 megapixely, který byl jen mírně překonán modelem Fujifilm X-T5 (listopad 2022) s 40 megapixely. Model X-T5 byl také špičkovým výkonem v kvalitě videa s 6,2K při 30 snímcích za vteřinu a 7 stupni IBIS. Nikon Z30 byl zaměřen na tvůrce obsahu díky svému uživatelsky přívětivému designu zaměřenému na video. OM System OM-1 posunul hranice systému Micro Four Thirds s vrstveným BSI Live MOS senzorem a až 50 snímky za vteřinu kontinuálního snímání, což oslovilo fotografy divoké přírody a akčních fotografií.
V dubnu 2023 Canon vydal model EOS R8, který obsahuje různé schopnosti automatického zaostřování pro rozpoznávání objektů a 4K video z 6K záznamu při až 60 snímcích za vteřinu. Nikon poté v květnu 2023 vydal model Z8, který má stejný CMOS senzor, 8K video a rychlosti snímání 20-30 snímků za vteřinu jako model Z9 v menším těle. Mezitím Sony oznámilo model Alpha A9 Mark III v listopadu 2023, první moderní bezzrcadlový fotoaparát s globální závěrkou. Tato závěrka umožňuje menší zpoždění nebo rozmazání pohybu tím, že zachytí každý pixel obrazu současně. 24megapixelová CMOS plnoformátová závěrka může také snímat při 120 snímcích za sekundu a při rychlostech závěrky až 1/80000 sekundy.

## Úspěšnost bezzrcadlovek u uživatelů a výrobců
Až do poloviny 10. let 21. století byly bezzrcadlové fotoaparáty mnoha fotografy odmítány kvůli jejich zpožděným a nízkým rozlišením obrazovek ve srovnání s jasností a odezvou optických hledáčků používaných na DSLR, zejména za silného slunečního světla nebo při fotografování oblohy v noci. Kromě toho byly bezzrcadlové fotoaparáty známé horším výkonem automatického zaostřování ve srovnání s DSLR a mnohem horší výdrží baterie. Tento negativní vnímání bezzrcadlových fotoaparátů se začalo měnit kolem roku 2013, kdy byl uveden na trh Sony α7. Byl to první profesionální plnoformátový bezzrcadlový fotoaparát a, i když ne první s automatickým zaostřováním s hloubkou ostrosti, zahrnoval malé přídavné senzory na hlavním senzoru pro detekci hloubky ve scéně pro rychlé automatické zaostřování ("fázová detekce").
John Mitchell, produktový manažer Panasonic UK's Lumix G, při rozhovoru s tiskem na výstavě "Focus on Imaging" v Birminghamu v roce 2011 uvedl, že tržní podíl fotoaparátů Panasonic "G" se téměř zdvojnásobuje každý rok, a že Panasonic "G" ve Velké Británii získal přes 11 % všech prodejů fotoaparátů s výměnnými objektivy ve Velké Británii v roce 2010, a že prodeje "CSC" ve Spojeném království tvořily 23 % trhu s fotoaparáty s výměnnými objektivy a 40 % v Japonsku.
Sony oznámilo své prodejní statistiky za rok 2011 v září 2012, které ukázaly, že bezzrcadlové objektivy tvořily 50 % trhu s výměnnými objektivy v Japonsku, 18 % v Evropě a 23 % celosvětově. Od té doby vstoupil na trh s bezzrcadlovými fotoaparáty Nikon a další.
Kvůli sestupnému trendu na světovém trhu s fotoaparáty utrpěly prodeje bezzrcadlových fotoaparátů, ale ne tak drasticky a byly kompenzovány zvýšením o přibližně 12 procent na japonském trhu s bezzrcadlovými fotoaparáty. Bezzrcadlové fotoaparáty se však prosadily pomaleji v Evropě a Severní Americe. Podle japonských zdrojů z fotoprůmyslu tvořily bezzrcadlové fotoaparáty pouze 11,2 % fotoaparátů s výměnnými objektivy dodaných do Evropy v prvních devíti měsících roku 2013 a 10,5 % těch, které byly dodány do USA ve stejném období. Průmyslový výzkumník zjistil, že prodeje bezzrcadlových fotoaparátů v USA klesly o přibližně 20 % v třech týdnech předcházejících 14. prosinci 2013, což zahrnovalo i klíčový týden nákupů na Black Friday; ve stejném období vzrostly prodeje DSLR o 1 %.
V roce 2013 tvořily bezzrcadlové systémové fotoaparáty přibližně pět procent z celkových dodávek fotoaparátů. V roce 2015 tvořily 26 % prodeje systémových fotoaparátů mimo Ameriku a 16 % ve Spojených státech. 
Statistiky prodeje z roku 2015 ukázaly, že celkový prodej fotoaparátů klesl na třetinu úrovně z roku 2010, kvůli tomu, že kompaktní fotoaparáty byly nahrazovány mobilními telefony s fotoaparáty. V rámci prodeje fotoaparátů zaznamenaly bezzrcadlové ILC nárůst tržního podílu, přičemž ILC tvořily 30 % celkového prodeje fotoaparátů, z čehož 77 % tvořily DSLR a 23 % bezzrcadlové fotoaparáty. V Americe v roce 2015 klesly roční prodeje DSLR o 16 %, zatímco prodeje bezzrcadlových fotoaparátů za stejné období vzrostly o 17 %. V Japonsku během některých částí roku prodej bezzrcadlových fotoaparátů překonal prodej DSLR. V roce 2015 bezzrcadlové fotoaparáty tvořily 26 % prodeje fotoaparátů s výměnnými objektivy mimo Ameriku, i když v USA tvořily pouze 26 %.
Rok 2021 znamenal zlom pro bezzrcadlové fotoaparáty, protože předčily DSLR v dodávkách, přičemž tvořily více než 67 % celkového prodeje fotoaparátů.
V roce 2021 Sony vévodilo trhu s podílem 32 %, následováno Canonem s 28,2 %, což odráží rostoucí preferenci pro kompaktní, univerzální a profesionální systémy. Tyto fotoaparáty oslovovaly jak fotografy, tak filmaře a posouvaly hranice kvality obrazu, automatického zaostřování a video schopností.
V roce 2022 bezzrcadlové systémy nadále dominovaly digitálnímu trhu s fotoaparáty, tvořily 69 % dodávek fotoaparátů s výměnnými objektivy, což je 31% nárůst oproti předchozímu roku, jak uvádí Camera & Imaging Products Association (CIPA).
V březnu 2022 získal model Panasonic LUMIX BS1H schválení od Netflixu, což dále zvýraznilo rostoucí přijetí bezzrcadlových fotoaparátů ve vysoce kvalitní filmové tvorbě. Navíc model Nikon Z9 byl oceněn prestižními cenami "Fotoaparát roku" a "Cena čtenářů" na Camera Grand Prix 2022, což uznalo jeho průlomový výkon a dopad na průmysl fotoaparátů.
V roce 2023 podle CIPA dosáhly globální dodávky bezzrcadlových fotoaparátů přibližně 17 miliard dolarů v první polovině roku 2023, což představuje 20% meziroční nárůst a třetí rok po sobě rekordní vysoké hodnoty.
Od roku 2023 bezzrcadlové fotoaparáty předběhly DSLR jako dominantní typ fotoaparátu s výměnnými objektivy, s tím, že získaly tržní podíl nad DSLR a téměř všichni výrobci fotoaparátů přešli výhradně a výlučně na výrobu bezzrcadlových fotoaparátů a objektivů.
Regionálně vedla Čína nárůst se 44% zvýšením prodeje, následovaná Japonskem s 30 % a Evropou s 9 %. Tento nárůst úzce souvisí s oživením mezinárodního cestování, přičemž Organizace spojených národů pro cestovní ruch hlásí, že se počet mezinárodních cestujících v prvním čtvrtletí roku 2023 více než zdvojnásobil ve srovnání s předchozím rokem a dosáhl přibližně 80 % úrovně před pandemií.

## Vlastnosti

### Typy bezzrcadlovek

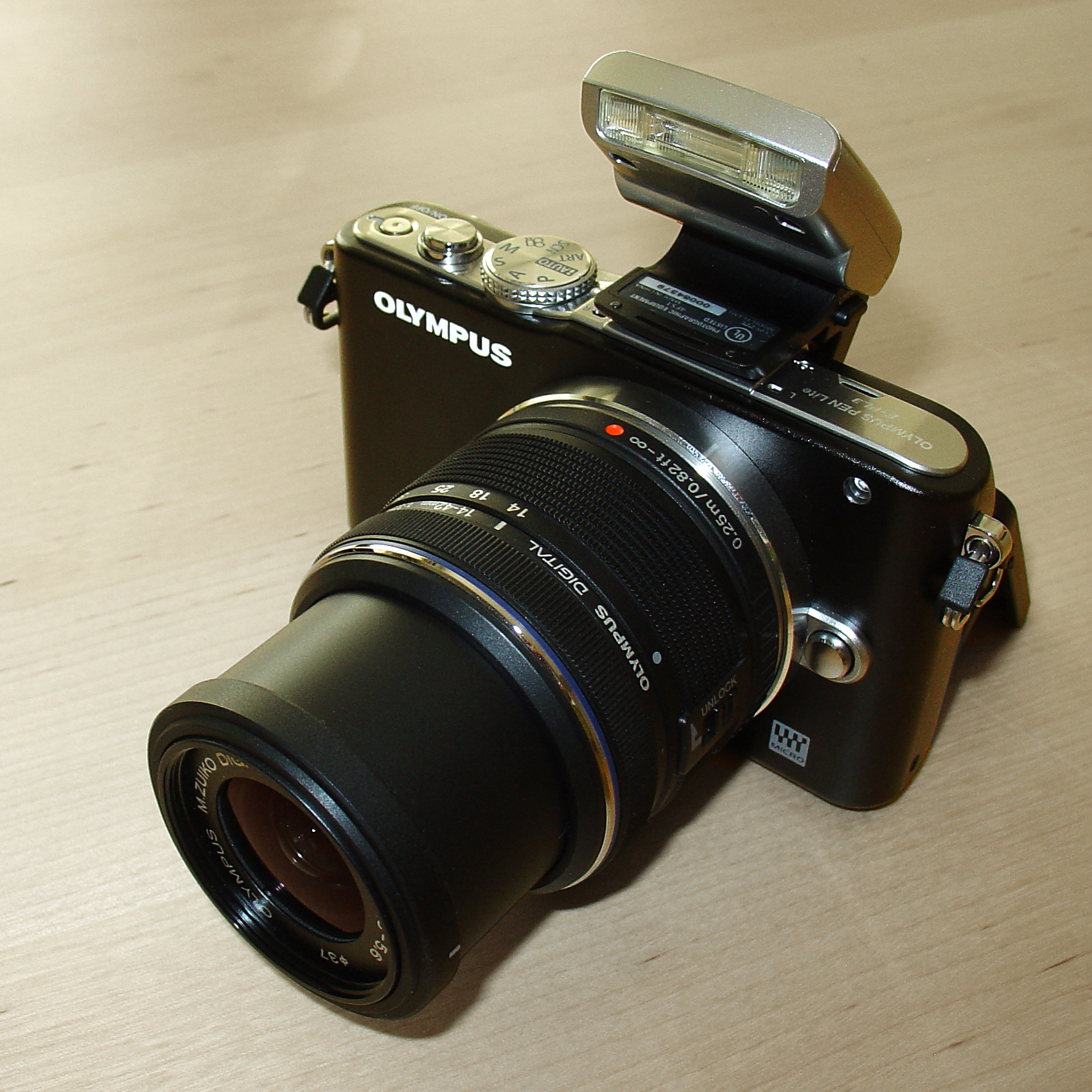
Olympus PEN E-PL3, typický představitel kompaktních bezzrcadlovek

Poměrně brzy vznikly dva základní podtypy bezzrcadlovek. První se svými rozměry a charakterem blíží spíše kompaktním přístrojům. Jejich tělo vychází z plochého kvádru a bývá osazeno malým gripem či jen náznakem gripu. Obvykle nemají hledáček, ke kompozici obrazu slouží výlučně displej (k některým přístrojům lze připojit samostatný systémový elektronický hledáček). S malým objektivem tyto přístroje nepřesahují kapesní velikost.

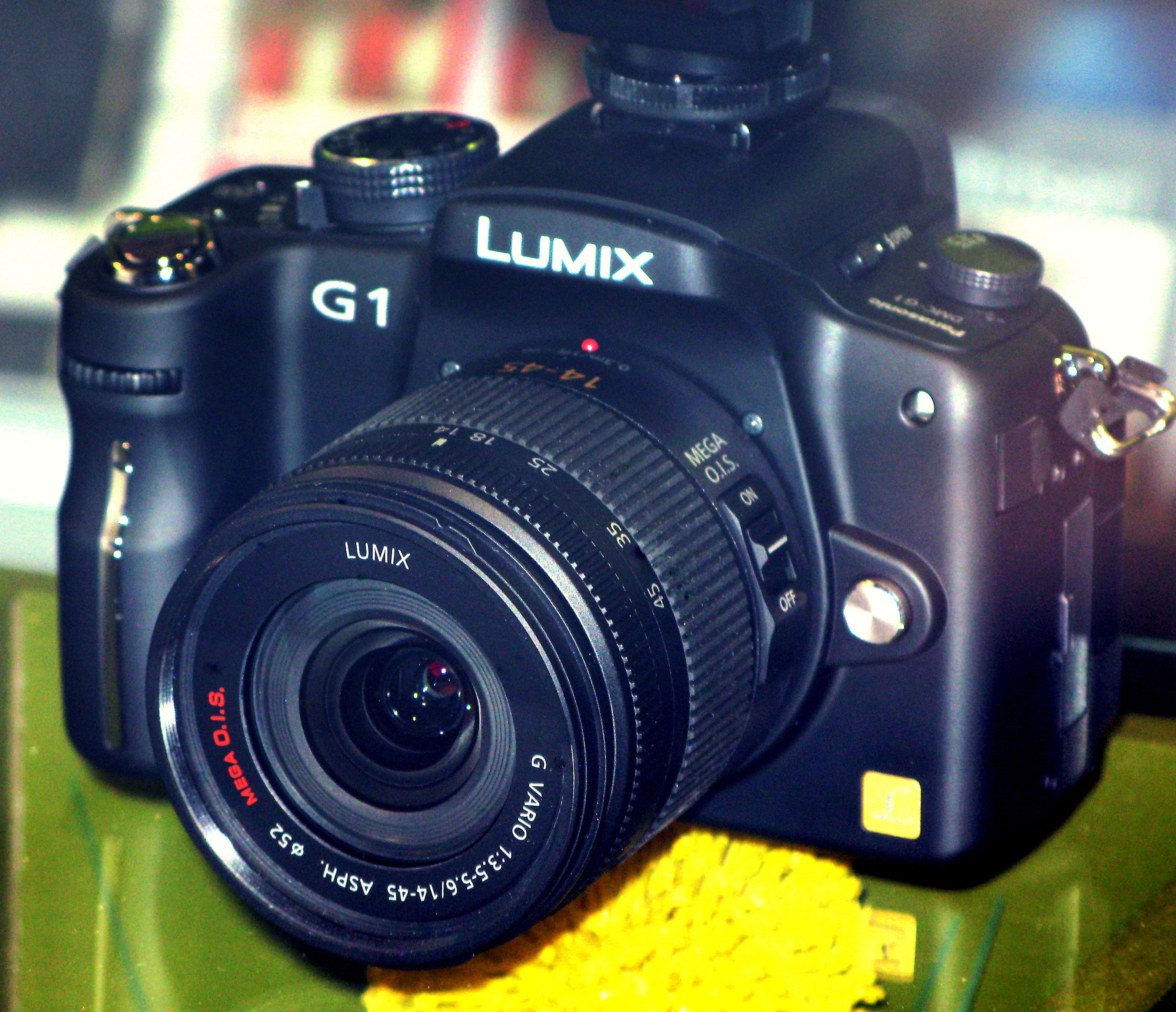
Panasonic Lumix DMC-G1 patří mezi bezzrcadlovky, vycházející ze zrcadlovek

Druhá skupina bezzrcadlovek tvarem těla i uspořádáním ovládacích prvků vychází ze zrcadlovek. Tyto přístroje mívají výrazný grip, obvykle jsou osazeny elektronickým hledáčkem umístěným ve vystouplé horní části fotoaparátu a mají větší počet hardwarových ovládacích prvků. Přístroje jsou větší a robustnější, stále však zůstávají znatelně menší a lehčí ve srovnání s DSLR. K některým modelům lze připojit bateriový grip podobný gripům u velkých zrcadlovek. Nejlepší modely naleznou uplatnění i u profesionálů.

### Objektivy
Podobně jako v případě zrcadlovek, jednotliví výrobci nabízejí pro své řady bezzrcadlovek systémové objektivy s vlastním bajonetem. Případy, kdy stejný bajonet sdílí několik výrobců, jsou spíše výjimečné (např. systém mikro 4/3, na němž se podílejí firmy Olympus a Panasonic).
Systémové objektivy jsou konstruovány speciálně pro bezzrcadlovky. Bývají kompaktní a bezproblémově spolupracují s tělem přístroje. Problémem může být – zejména u mladších systémů – nedostatečná šíře nabídky. Například pro systém Canon EOS M představený v polovině roku 2012 existovaly počátkem roku 2013 jen dva systémové objektivy. Výrobci proto obvykle nabízejí redukce, díky nimž lze bezzrcadlovku osadit zrcadlovkovým objektivem s vlastním, případně i konkurenčním bajonetem. Podle zkušeností uživatelů však chování zrcadlovkových objektivů nebývá ideální, často například zaostřují pomaleji než systémové objektivy.

### Velikost snímače
Velikost snímače má přímý vliv na rozměry objektivu a v důsledku toho i celého fotoaparátu. Obecně lze říci, že bezzrcadlovky se rozměry svých snímačů (stejně jako celých přístrojů) pohybují mezi zrcadlovkami a kompakty. Většina v současnosti používá stejné snímače jako menší zrcadlovky – konkrétně mikro 4/3 (17 × 13 mm) nebo APS-C (24 × 16 mm). Díky tomu jsou jimi pořízené fotografie z hlediska hloubky ostrosti a šumu srovnatelné se zrcadlovkami.
Nejmenší snímač aktuálně obsahuje řada Pentax Q. Jeho rozměry 6,17 × 4,55 mm jsou srovnatelné s kompaktními přístroji. Použití tak malého snímače je ale ve třídě bezzrcadlovek výjimkou.

### Přednosti
Jejich hlavní předností je kombinace kvalitních parametrů a malých rozměrů.
Ve srovnání s kompaktními fotoaparáty nabízejí vyšší kvalitu snímků (díky velkým snímačům), výměnné objektivy, jejichž optické parametry výrazně převyšují kompaktní přístroje, a velkou míru nastavitelnosti, díky níž lze chování fotoaparátu přizpůsobit dané situaci a preferencím fotografa. Všemi těmito vlastnostmi se blíží zrcadlovkám. Proti nim mohou nabídnout zejména menší rozměry přístroje i příslušenství. Absence zrcátka kromě zmenšení rozměrů přispívá i k tomu, že přístroj je při fotografování tišší a nedochází k otřesům způsobeným sklopením zrcátka.
Jelikož je pozorovaný obraz zpracováván přístrojem, lze jej například doplnit živým histogramem, vyznačením přeexponovaných a podexponovaných míst, „nápovědou" pro skládání panoramat a podobně. Bývá také možné vybranou část obrazu zvětšit pro manuální zaostřování. Tyto služby optický hledáček nedokáže nabídnout.

### Nedostatky
Vzhledem k tomu, že cenově i okruhem uživatelů bezzrcadlovky přibližně odpovídají amatérským zrcadlovkám, bývají jejich nedostatky porovnávány především s nimi. Vůči kompaktním přístrojům je hlavní nevýhodou vyšší cena a (zejména u bezzrcadlovek s tělem vycházejícím ze zrcadlovek) větší rozměry.
Některým fotografům vadí chybějící optický hledáček. Obraz na displeji či v elektronickém hledáčku má proti pozorované scéně vždy určité zpoždění a také mívá problémy s barevnou věrností.
Odlišný je i mechanismus automatického zaostřování. Zatímco zrcadlovky používají fázovou detekci, zaostřování bezzrcadlovek bývá postaveno na detekci kontrastu, podobně jako u kompaktních přístrojů. Tento princip je obecně pomalejší (přestože někteří výrobci dosáhli významných pokroků v rychlosti zaostřovacího systému). V kombinaci se zpožděním displeje lze prohlásit, že bezzrcadlovky obecně nejsou příliš vhodné pro fotografování dynamických dějů, například sportu.
Přestože systémové objektivy zpravidla umožňují manuální zaostřování, nebývá realizováno přímým převodem mezi zaostřovacím prstencem a posunem čoček v objektivu. Zaostřuje se „po drátě", kdy pohyby zaostřovacího prstence zachycuje snímač, a na jejich základě vysílá instrukce motoru zaostřovacího mechanismu. Manuální ostření v důsledku působí poněkud nepřirozeně a vyžaduje určitý cvik.

## Modelové řady bezzrcadlovek
| Systém Bajonet       | Crop factor / Velikost obtazového snímače | Crop factor / Velikost obtazového snímače | Vnitřní průměr příruby | Ohnisková vzdálenost příruby |
| -------------------- | ----------------------------------------- | ----------------------------------------- | ---------------------- | ---------------------------- |
| Canon EF-M           | 1.6                                       | APS-C (22×15 mm)                          | 47 mm                  | 18 mm                        |
| Canon RF             | 1.0                                       | Full-frame                                | 54 mm                  | 20 mm                        |
| Canon RF             | 1.6                                       | APS-C (R7, Rxx, Rxxx)                     | 54 mm                  | 20 mm                        |
| Fujifilm G-mount     | 0.79                                      | 44×33 mm Střední formát                   | 65 mm                  | 26.7 mm                      |
| Fujifilm X-mount     | 1.5                                       | APS-C (24×16 mm)                          | 44 mm                  | 17.7 mm                      |
| Hasselblad XCD mount | 0.79                                      | 44×33 mm Medium format                    | ??                     | 20 mm                        |
| Leica L-mount        | 1.0                                       | Full-frame                                | 51.6 mm                | 20 mm                        |
| Leica L-mount        | 1.5                                       | APS-C (Leica T*, CL)                      | 51.6 mm                | 20 mm                        |
| Leica M-mount        | 1.0                                       | Full-frame                                | 44 mm                  | 27.80 mm                     |
| Leica M-mount        | 1.3                                       | APS-H (27×18 mm)                          | 44 mm                  | 27.80 mm                     |
| Leica M-mount        | 1.5                                       | APS-C                                     | 44 mm                  | 27.80 mm                     |
| Micro Four Thirds    | 2.0                                       | 17×13 mm 4/3-type                         | 38 mm                  | 20 mm                        |
| Nikon 1-mount        | 2.7                                       | 13×9 mm 1.0-type Nikon CX                 | 40 mm                  | 17 mm                        |
| Nikon Z-mount        | 1.0                                       | Full-frame                                | 55 mm                  | 16 mm                        |
| Nikon Z-mount        | 1.5                                       | APS-C (Z xx)                              | 55 mm                  | 16 mm                        |
| Pentax Q-mount       | 4.6                                       | 7.4×5.6 mm (1/1.7-type) (Q7, Q-S1)        | 38 mm                  | 9.2 mm                       |
| Pentax Q-mount       | 5.6                                       | 6.2×4.6 mm (1/2.3-type) (Q, Q10)          | 38 mm                  | 9.2 mm                       |
| Samsung NX-mount     | 1.53                                      | APS-C                                     | 42 mm                  | 25.5 mm                      |
| Samsung NX mini      | 2.7                                       | 1"                                        |                        | 6.95 mm                      |
| Sigma SA-mount       | 1.35                                      | APS-H (Quattro H)                         | 44mm                   | 44 mm                        |
| Sigma SA-mount       | 1.54                                      | APS-C (Quattro)                           | 44mm                   | 44 mm                        |
| Sony E-mount         | 1.0                                       | Full-frame                                | 46.1 mm                | 18 mm                        |
| Sony E-mount         | 1.5                                       | APS-C (např. A6xxx)                       | 46.1 mm                | 18 mm                        |